# Gladiolus iroensis
Gladiolus iroensis là một loài thực vật có hoa trong họ Diên vĩ. Loài này được (A.Chev.) Marais miêu tả khoa học đầu tiên năm 1973.